# Otto Pérez Molina
Otto Fernando Pérez Molina (Ciudad de Guatemala, 1 de diciembre de 1950) es un político y militar retirado guatemalteco que se desempeñó como presidente de Guatemala desde el 14 de enero de 2012 hasta el 2 de septiembre de 2015.
Miembro de la fuerza de élite kaibil durante la Guerra Civil y luego jefe de Inteligencia militar en la década de 1990, tuvo participación directa en el derrocamiento del expresidente Jorge Serrano Elías tras el autogolpe de 1993, y luego en 1996 en la firma de los Acuerdos de Paz, que marcó el fin de la guerra civil de Guatemala y el comienzo del proceso democrático en Guatemala.
Fue el cuadragésimo octavo presidente de la República. Se postuló para la presidencia por el Partido Patriota (PP) en las elecciones generales del 6 de noviembre de 2011, con Roxana Baldetti como compañera de fórmula y candidata a la vicepresidencia. Es el primer militar electo popularmente en la nueva era democrática de Guatemala, que se inició en 1985, y fundador del PP, del cual fue secretario general desde su fundación el 20 de diciembre de 2001 hasta el 20 de enero de 2009.
Alcanzó alguna notoriedad en el ámbito internacional gracias a su propuesta de legalizar el consumo y tráfico de drogas, para lo cual argumenta que los métodos actualmente en uso en la lucha contra ese flagelo no han conseguido detenerlo ni solucionarlo.
El 21 de agosto de 2015 la Comisión Internacional Contra la Impunidad en Guatemala y el Ministerio Público giraron una orden de captura contra la exvicepresidente Roxana Baldetti y una solicitud de antejuicio contra el presidente Otto Pérez por los delitos de cohecho pasivo, asociación ilícita y caso especial de defraudación aduanera. En la conferencia de prensa que ambas entidades dieron ese mismo día, informaron que evidencias obtenidas durante los operativos del 16 de abril demostraron que Juan Carlos Monzón ―exsecretario privado de la exvicepresidenta― no era el líder de la red de defraudación aduanera llamada «La Línea», sino que lo habrían sido el presidente y la exvicepresidenta; es más, sugirieron que ambos habrían estado involucrados en la red desde antes de ser electos como gobernantes.
El 2 de septiembre de 2015 renunció a la Presidencia de la República luego de ser desaforado por el Congreso un día antes, y el 3 de septiembre se presentó a la Torre de Tribunales para enfrentar su primera audiencia por el caso de La Línea.

## Biografía
Nació en la Ciudad de Guatemala el 1 de diciembre de 1950. Inició su formación militar en el año 1966 como «caballero cadete» de la Escuela Politécnica, en la Escuela de las Américas y, en el Colegio Interamericano de Defensa con sede en Washington D. C., realizó estudios superiores de Defensa Continental. Completó la maestría en Relaciones Internacionales en la Universidad Francisco Marroquín (en Guatemala), con reconocimiento académico cum laude. Escribió notas como columnista para el diario Prensa Libre (en Guatemala). Fue jefe de los servicios de inteligencia del ejército, y de la Dirección de Inteligencia Militar (G2) junto al comandante César David T. Álvarez.
En 1982, como oficial del Ejército, respaldó el golpe de Estado del ministro de la Defensa Óscar Mejía Víctores contra el general Efraín Ríos Montt, hecho que a la larga facilitaría las condiciones que favorecieron el retorno a la vida democrática, mediante la promulgación de la Constitución de 1985.
En 1993, el general Otto Pérez fue el primer militar declarado por la Cámara de Libre Empresa de Guatemala, como uno de los diez líderes del año. Ese mismo año, también fue nominado por el diario Prensa Libre, como uno de los 10 personajes del año, por el papel protagónico que desempeñó después del autogolpe del expresidente Jorge Serrano Elías al respaldar la resolución de la Corte de Constitucionalidad, que declaró inconstitucional las acciones que rompieron el sistema democrático.

### Acuerdos de paz
En 1996, durante la presidencia de Álvaro Arzú Irigoyen, Otto Pérez representó al Ejército de Guatemala en la firma de los Acuerdos de paz, como miembro de la Delegación Gubernamental de la Paz fue nombrado para firmar 7 de los acuerdos sustantivos, hasta llegar al Acuerdo de Paz Firme y Duradera (en 1996) en donde participó en los actos protocolarios, siendo signatario de la misma.

### Ejército de Guatemala y su retiro

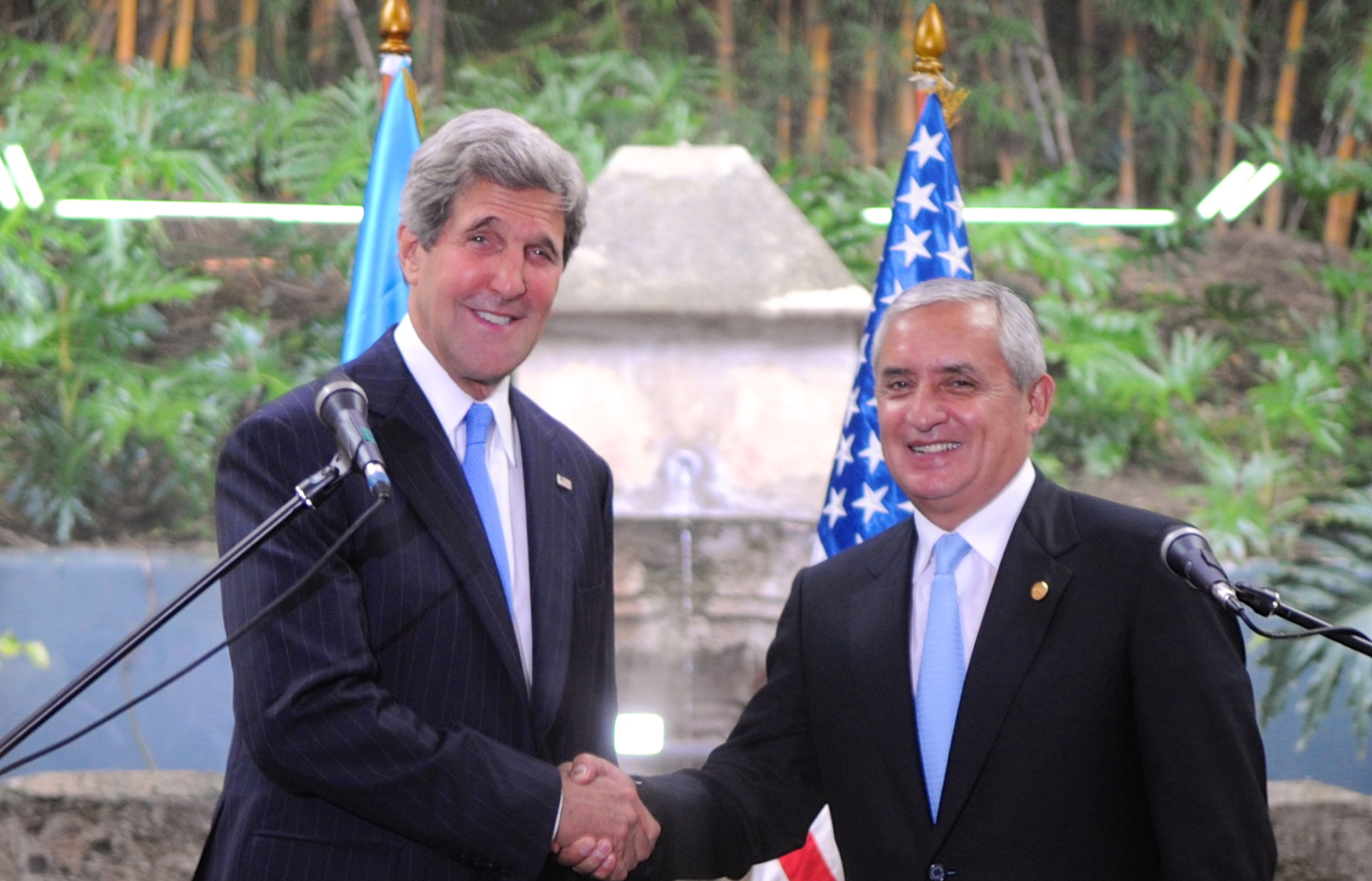
Otto Pérez Molina con John Kerry (secretario de estado de los Estados Unidos).

Dirigió el grupo de «oficiales jóvenes» que el 23 de marzo de 1982 perpetró golpe militar contra la presidencia del general Fernando Romeo Lucas García, y que una vez con el poder, lo entregaron al general retirado Efraín Ríos Montt, quien había sido su director en la Escuela Politécnica.
Pérez Molina firmó el Acuerdo sobre Aspectos Socioeconómicos y Situación Agraria, firmado en México el 6 de mayo de 1996, tocando el tema de la distribución de la tierra. Firmó también el Acuerdo sobre Fortalecimiento del Poder Civil y Función del Ejército en una Sociedad Democrática. En el cual se menciona que «la misión del Ejército de Guatemala queda definida como la defensa de la soberanía del país y de la integridad de su territorio».
Fue jefe de los servicios de inteligencia del ejército, de la Dirección de Inteligencia Militar (G2) entre 1991 y 1993, puesto desde el cual rechazó al autogolpe de Estado de mayo de 1993 liderado por el presidente Jorge Serrano Elías. Junto con el alto mando militar de entonces y organizaciones civiles obligó al retorno de la institucionalidad, en este año, participó en la captura de Joaquín Guzmán.
En 1996, fue nombrado inspector general del Ejército. Posteriormente fue asignado como jefe de la Delegación de Guatemala ante la Junta Interamericana de Defensa con sede en Washington D. C., entidad integrante de la Organización de Estados Americanos, cargo que ocupó durante los años 1998 a 2000.
Por sus actividades como oficial, el Ejército de Guatemala lo honró con la Cruz del Ejército de Guatemala, siendo esta la más alta condecoración que esa institución castrense otorga a sus oficiales.
En 2000 se retiró del Ejército de Guatemala con los más altos honores.
Tras dejar el ejército, impulsó la creación del Partido Patriota, una agrupación política derechista integrada por militares, empresarios y políticos conservadores, de la cual fue secretario general hasta 2009.
El presidente de la República, Ramiro de León Carpio, sustituto de Serrano Elías por disposición del Congreso de Guatemala, lo nombró jefe del Estado Mayor Presidencial, cargo que ocupó del año 1993 a 1995. Impulsó la creación de la Secretaría de Asuntos Administrativos y de Seguridad (SAAS), dependencia encargada de prestar seguridad al mandatario y su familia.

## Vida política

### Partido Patriota
El 20 de diciembre de 2001, Otto Pérez Molina junto a Roxana Baldetti fundaron el partido de ideología derechista Partido Patriota.
Días después, se celebró la I Asamblea del Partido Patriota, en la cual Otto Pérez Molina se hizo elegir «secretario general» del partido.
En 2003, poco antes de los comicios de 2003 el general Otto Pérez renunció a su precandidatura presidencial e integró una coalición de pequeñas agrupaciones que promovieron la candidatura presidencial del conservador Óscar Berger. Durante los primeros cuatro meses del gobierno de Berger, Pérez Molina fue comisionado de Defensa y Seguridad, pero dejó el cargo por diferencias con el mandatario, y ocupó el escaño en el Parlamento que había ganado en esos comicios.

### Diputado del Congreso de Guatemala
Durante su gestión en el Congreso y como jefe de la bancada de su partido presentó varias iniciativas de ley, entre las cuales sobresalen:
- Ley de Inteligencia Civil
- Ley para Prevenir, Controlar y Erradicar las Pandillas Juveniles, Agrupaciones Ilícitas y Delincuencia Organizada;
- Ley Contra la Narcoactividad y
- Ley que Aprueba el Pago a los Exmiembros de las Patrullas de Autodefensa Civil.

### Candidatura presidencial del 2007
El 9 de septiembre del 2007 participa en las elecciones como candidato a la presidencia de Guatemala con el Partido Patriota junto a Ricardo Castillo, obteniendo un 23.54 % de votos, quedando en el segundo lugar de la intención de voto mientras que Álvaro Colom logra un 28.5 % quedando en primer lugar de la intención de voto. Al no obtener ninguno de los candidatos más del 50 % más uno de votos, se lleva a cabo una segunda vuelta el 4 de noviembre, con los dos candidatos de más alta intención de voto, en la cual Álvaro Colom gana con un total de 52.82 % de votos, dejando a Otto Pérez Molina en segundo lugar con 47.18 %

### Candidatura presidencial del 2011
El 11 de septiembre del 2011 participa como candidato presidencial, nuevamente por el Partido Patriota junto a Roxana Baldetti obteniendo un 36.02 % de los votos válidos, quedando en primer lugar de la intención de voto, mientras que Manuel Baldizón logra un 23.21 %. Al no obtener ninguno de los candidatos más del 50 % más uno de votos, se llevó a cabo una segunda vuelta el 6 de noviembre, con los dos candidatos de más alta intención de voto en el mes de noviembre.

### Presidente de la República de Guatemala

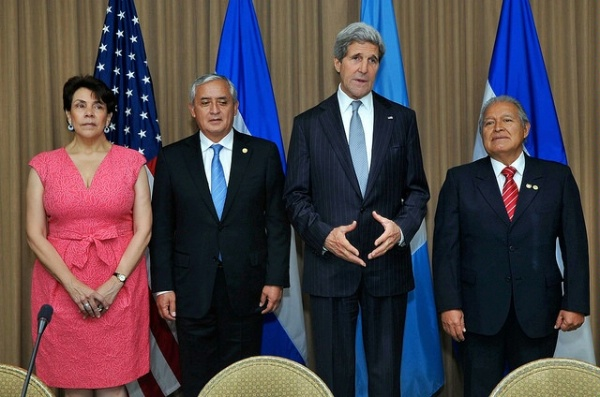
El mandatario guatemalteco, junto a la canciller hondureña Mireya Agüero Trejo de Corrales, y el presidente salvadoreño Salvador Sánchez Cerén se reúnen con el secretario de Estado estadounidense John Kerry en Washington.

Electo presidente de Guatemala el 6 de noviembre de 2011, con un total de 4,12 millones de votos válidos, entre 7,34 millones de votantes inscritos, se adjudica la presidencia con un total del 54 % de los votos válidos y un abstencionismo de 39.8 % en la segunda vuelta.
El 9 de noviembre de 2011, Roxana Baldetti junto a Otto Pérez Molina se reunieron en la Casa Presidencial de Guatemala con el presidente de la República Álvaro Colom, para iniciar el proceso de transición de la presidencia de Guatemala, que finalizó el 14 de enero de 2012, cuando Otto Pérez Molina y Roxana Baldetti fueron juramentados como presidente y vicepresidente de Guatemala.

#### Consejo de Ministros
| N.º | Ministerio de Estado                                     | Siglas  | Ministro               |
| --- | -------------------------------------------------------- | ------- | ---------------------- |
| 01  | Ministerio de Agricultura, Ganadería y Alimentación      | MAGA    | Elmer López            |
| 02  | Ministerio de Ambiente y Recursos Naturales              | MARN    | Roxana Sobenes García  |
| 03  | Ministerio de Comunicaciones, Infraestructura y Vivienda | CIV     | Víctor Corado          |
| 04  | Ministerio de Cultura y Deportes                         | MCD     | Dwight Pezzarossi      |
| 05  | Ministerio de la Defensa Nacional                        | MINDEF  | Manuel López Ambrocio  |
| 06  | Ministerio de Desarrollo Social                          | MIDES   | Edgar Leonel Rodríguez |
| 07  | Ministerio de Economía                                   | MINECO  | Sergio de la Torre     |
| 08  | Ministerio de Educación                                  | MINEDUC | Eligio Sic             |
| 09  | Ministerio de Energía y Minas                            | MEM     | Edwin Rodas            |
| 10  | Ministerio de Finanzas Públicas                          | MINFIN  | Dorval Carías          |
| 11  | Ministerio de Gobernación                                | MINGOB  | Eunice Mendizábal      |
| 12  | Ministerio de Relaciones Exteriores                      | MINEX   | Carlos Raúl Morales    |
| 13  | Ministerio de Salud Pública y Asistencia Social          | MSPAS   | Pablo Werner Ramírez   |
| 14  | Ministerio de Trabajo y Previsión Social                 | MINTRAB | Carlos Contreras       |

#### Política de Seguridad
Una de las principales promesas que hizo Otto Pérez Molina en campaña fue reducir la inseguridad y violencia que se ha incrementado en Guatemala durante los últimos años.
En su estrategia para reducir la violencia, Pérez creó dos fuerzas de tareas policiales para combatir y prevenir los secuestros y feminicidios en Guatemala, esto como parte del plan de seguridad para su Gobierno 2012-2016. Pérez también inició la construcción de una cárcel de máxima seguridad, la cual es financiada por el gobierno de Taiwán. Una de sus propuestas más polémicas para reducir la violencia no sólo en Guatemala sino en toda la región centroamericana fue la de legalizar la droga, dicha propuesta desde un principio no fue aceptada por el presidente de El Salvador, Mauricio Funes, aunque después Daniel Ortega y Porfirio Lobo el primero presidente de Nicaragua y el segundo presidente de Honduras estuvieron en desacuerdo con despenalizar las drogas, los únicos dos mandatarios centroamericanos que apoyaron la propuesta de Pérez fueron la presidenta de Costa Rica Laura Chinchilla y el presidente de Panamá Ricardo Martinelli en febrero de 2012 propuso a los presidentes de Centroamérica despenalizar el consumo de estupefacientes, para reducir la violencia en la región.
Otto Pérez Molina acusó públicamente a Estados Unidos de boicotear la cumbre de Antigua, en la cual se reunirían los siete jefes de Estado de Centroamérica para debatir sobre la despenalización de la droga, al cual solo asistieron dos presidente y un jefe de Estado, la presidenta de Costa Rica Laura Chinchilla y el presidente de Panamá Ricardo Martinelli y Otto Pérez quien era el titular.

#### Política de Economía
- Gasto público

El gobernante adelantó que para el 2013 se tendrá una deuda de 12 000 millones de quetzales, y se espera que la carga tributaria llegue al 11 por ciento con la aprobación de la ley sobre secreto bancario y otras normas anticorrupción.
- Ley de Juventud

Ofreció su respaldo para que en el Congreso de la República, se apruebe la Ley de Juventud, como un marco jurídico que establezca que mecanismos deben afinarse para el desarrollo sostenible de ese sector que representa el 70 % de la población en el país. El 11 de noviembre de 2008 se presentó ante el Congreso la iniciativa de ley bajo el número 3896, actualmente se encuentra en segundo debate, y ese compromiso representa «una luz al final del túnel, pues que no se veía voluntad política desde hace cuatro años», refirió Abner Paredes del Centro de Acción Legal en Derechos Humanos (CALDH).
- Empleo

Fue otra de sus principales promesas durante su campaña, la cual mantuvo como eslogan en su candidatura de 2007 y 2011 «Seguridad y empleo con Otto Pérez se puede lograr», Para los jóvenes se prometieron cinco mil becas de empleo, que consisten en subsidio de Q300 para aprender un oficio.
En 2014 el fiscal Julio Barrios Prado, de la Fiscalía Especial contra la Impunidad (Feci), describió la existencia de una estructura criminal dirigida por el expresidente Otto Pérez Molina y Roxana Baldetti, luego de ganar las elecciones en noviembre de 2011, se organizaron para cobrar comisiones por contratos a financistas que aportaron millones a la campaña del Partido Patriota (PP) a cambio de que el nuevo gobierno pagara los proyectos ejecutados y para continuar siendo contratistas del Estado.

#### Política de salud
En materia de salud, se propuso un nuevo programa social, Pacto Hambre Cero, el cual pretende mantener a todos los niños cuyos padres o madre soltera no tenga los recursos económicos para darle una nutrición balanceada desde el primer día de nacimiento hasta que tenga mil días después de haber nacido, plan fue puesto en práctica en abril de 2012 en San Juan Atitán (departamento de Huehuetenango), uno de los municipios con más índice de desnutrición en Guatemala.
El 16 de enero de 2012 (su primer día de gobierno) declaró en emergencia nacional la red hospitalaria de todo el país.

#### Política de Educación
La materia de educación ha sido la más polémica del presidente, por la reforma a la carrera docente del país, la cual pretende incluir dos años más al pensum de estudio (cinco años en total), la cual ha sido rechazada por un grupo de jóvenes los cuales han hecho protestas masivas en rechazo de la reforma, incluso de secuestrar y mantener forzosamente a la ministra de educación Cynthia del Águila, en la cual interactuaron las fuerzas del orden y la policía nacional civil para su rescate.
El 18 de septiembre de 2012 firmó la reforma a la carrera docente, la cual entraría en curso en enero de 2013, en la cual se incluirá dos años de bachiller en educación y tres años de magisterio ya sea educación primaria o enseñanza media en la Universidad San Carlos de Guatemala.

Me siento ofendida como guatemalteca y decepcionada como educadora.
Cynthia del Águila, en un discurso después de ser rescatada el 2 de julio de 2012.

#### Política de Relaciones Exteriores
Otto Pérez Molina inicia su primera visita oficial como presidente electo de Guatemala en la Ciudad de México en la cual se reunió con el presidente de México Felipe Calderón Hinojosa, luego inició una gira por los países centroamericanos iniciando en El Salvador y finalizando en Panamá.
En octubre de 2011 viajó a Estados Unidos como candidato presidencial donde se reunió con Barack Obama.
Participó en el Foro Económico Mundial en Davos, Suiza, del 23 al 26 de enero.
Posteriormente viajó a Madrid, España, donde se reunió con Juan Carlos I y Mariano Rajoy. Estuvo desde el 12 al 15 de febrero. Otto Pérez propuso la legalización de la siembra de amapola para usos medicinales y consideró que esta medida sería un ejemplo del nuevo enfoque en la lucha contra las drogas. Al finalizar la primera reunión en su primer día de visita oficial, Ana Botella, alcaldesa de Madrid, entregó a Pérez las llaves de la ciudad. En tanto, en calles aledañas, un grupo de manifestantes de la Asociación de Mujeres Guatemaltecas gritaban consignas contra Pérez. En algunos de los carteles se leía: «Acuérdate de las familias del Polochic». «Guatemala: 98 por ciento de impunidad» y «No a la militarización». Durante su visita a España, se reunió con empresarios, buscando que estos inviertan en Guatemala.
Pérez viajó el 16 de febrero de 2013, a la Ciudad del Vaticano, donde lo recibió Benedicto XVI, fue el último jefe de Estado de América Latina que visitó el papa. Durante su visita, Benedicto XVI dijo: «Sigo la situación de Guatemala y conozco los graves problemas de las drogas» que tiene el país, y elogió además «los esfuerzos del Gobierno» guatemalteco para frenarlos.

#### Política de Desarrollo Social
Otto Pérez, mediante el Congreso de Guatemala creó el Ministerio de Desarrollo Social, el cual es el ente ministerial perteneciente al Consejo de Ministros, encargado de la rectoría de los programas sociales destinados a los sectores con pobreza, pobreza extrema y otros más necesitados.
Este ministerio se encarga del diseño, formulación, regulación, dirección y ejecución de los programas sociales del país. Entre los programas que maneja (heredado del gobierno de Álvaro Colom), podemos mencionar los siguientes:
- Mi Familia Progresa
- La Bolsa Solidaria
- Los Comedores Solidarios
- Otros

Actualmente no reciben el mismo nombre, el ejecutivo cambio el nombre de los programas sociales a:
- Mi Familia Progresa a Bono Seguro
- La Bolsa Solidaria a Bolsa Segura
- Los Comedores Solidarios aún recibe ese nombre, pero se crearon Comedores Móviles

Programas Sociales del Gobierno de Otto Pérez Molina:
- Hambre Cero
- Comedores Móviles
- Super Tortilla

Más los tres heredados del Gobierno del ingeniero Álvaro Colom.
Fue creado el 25 de enero de 2012 por el Congreso de la República, sustituyendo inmediatamente al Consejo de Cohesión Social, quien era el ente rector anterior.

### Caso de la Línea

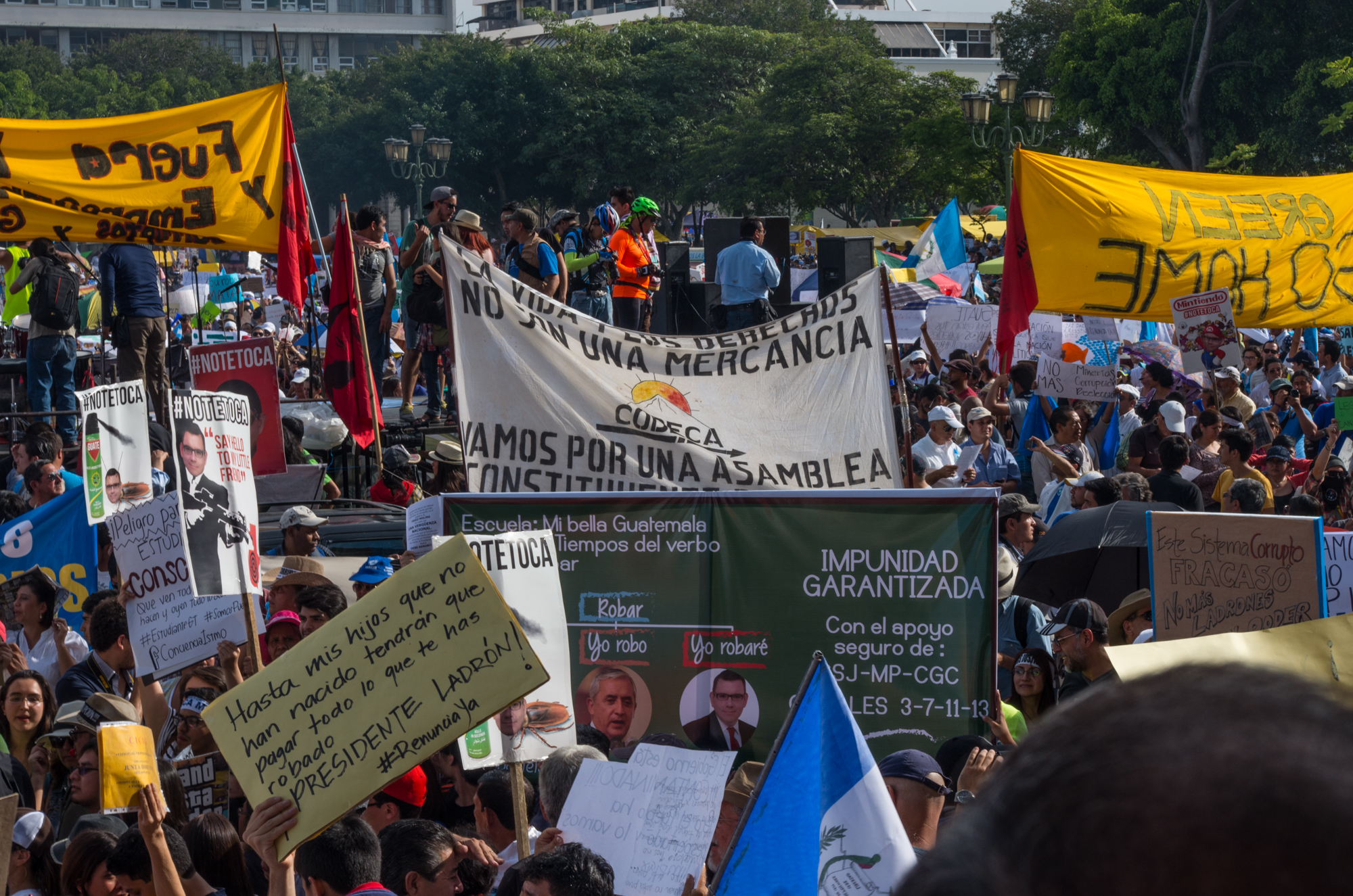
Manifestación del 30 de mayo de 2015

El Caso de «La Línea» es un caso de corrupción en las aduanas de Guatemala investigado por la Comisión Internacional contra la Impunidad en Guatemala (CICIG) en 2015. La investigación de la CICIG fue hecha pública el 16 de abril de 2015 e involucró a varios altos funcionarios del gobierno del general retirado Pérez Molina, incluyendo el secretario privado de la vicepresidencia, el capitán retirado Juan Carlos Monzón y directores de la Superintendencia de Administración Tributaria de Guatemala (SAT). Monzón se encontraba en Seúl, Corea del Sur, acompañando a la vicepresidenta Roxana Baldetti -a quien le fue conferido un doctorado honoris causa en esa ciudad por su trabajo social- cuando se enteró de los cargos contra él y emprendió la fuga, en un viaje a España, Colombia y, finalmente, Honduras; otros involucrados fueron capturados en Guatemala y algunos de ellos obtuvieron su libertad al cabo de unos pocos días gracias a una medida sustitutiva que les otorgó la jueza guatemalteca Marta Sierra de Stalling, aunque el Ministerio Público accionó inmediatamente para impugnar dicha medida.
Tras pasar una semana de que se hicieron los anuncios, la atención se centró en las figuras del presidente Pérez Molina y de la vicepresidenta Roxana Baldetti, al punto que se organizó una manifestación de protesta para exigir la renuncia al derecho de antejuicio del presidente y la renuncia al cargo a la vicepresidenta el 25 de abril de 2015 en la Plaza de la Constitución y se corrieron rumores de una posible paralización de la Ciudad de Guatemala el 27 de abril. Ahora bien, incluso cuando el presidente solicitó al Secretario General de las Naciones Unidas la extensión del mandato de la CICIG hasta septiembre de 2017, ni el Ministerio Público ni la CICIG han reportado nombres de ninguna de las empresas que habrían utilizado los servicios de «La Línea» para defraudar al fisco guatemalteco.
El 21 de agosto la exvicepresidenta Roxana Baldetti fue llevada a la Prisión Militar de Matamoros, mientras que el MP y la CICIG solicitaron antejuicio contra el presidente Pérez Molina, quien en conferencia de prensa del domingo 23 de agosto por la noche se negó a renunciar. El lunes 24 de agosto, durante la presentación de los cargos a Baldetti, el MP presentó una escucha telefónica de una conversación en el director de la SAT, Carlos Enrique Muñoz Roldán y el presidente Otto Pérez Molina:
| - Otto Pérez: ¿Aló? - Carlos Muñoz: Señor presidente, buenas tardes, ¿como está? - Otto Pérez: Bien, Carlos, bien, gracias, ¿y usted, qué tal? - Carlos Muñoz: Pues aquí, bien, presidente, aquí. - Otto Pérez: Mañana pasa a la SAT lo del Directorio, ¿pasa ya mañana, va, ah? - Carlos Muñoz: Mañana presidente, ya ahorita estoy... - Otto Pérez: ¿Ya están todos los dictámenes, ya está todo listo? - Carlos Muñoz: Sí, solo me está corrigiendo ya Claudia el de ella, porque no mucho me convenció. Pero ahorita ya la llamé y me lo está enmendando antes de darles copia a ellos. Pero espero que ya para mañana me autoricen comenzar el proceso, porque así ya comenzamos a trabajar internamente. - Otto Pérez: Mire, el de Recursos Humanos, que habíamos dicho de los cambios... porque si no eso no me va a caminar nada. Ya el sindicato ya dice que va a empezar a boicotear y hacer cosas, entonces antes de eso entrémosle de una vez. ¿Por qué no me quiere cambiar al de Recursos humanos, cuál es el rollo? - Carlos Muñoz: La cosa es que este señor es publicista, presidente. Él no sabe de nada. - Otto Pérez: Va, pero ponga al que usted dijo, pues, al Sebastián. Pero póngamelo ya, mañana. - Carlos Muñoz: Hoy mismo hago el cambio, presidente, hoy mismo. - Otto Pérez: Va, hoy mismo el cambio de una vez, por favor. - Carlos Muñoz: Tendría que darle de baja de una vez al que está ahorita. Voy a mandar a llamar a Sebastián de una vez y empezamos. - Otto Pérez: Va. - Carlos Muñoz: Estamos. Con mucho gusto, presidente, al menos lo conozco y sé que no me va a hacer la mala jugada por ahí. - Otto Pérez: Va, éntrele de una vez, entonces, porque esto nos da pie de una vez para entrar a hacer los demás cambios. |

Véase también: Cronología del Caso de La Línea

### Renuncia
El martes 1 de septiembre de 2015, con 132 votos a favor y ninguno en contra, el Congreso de República de Guatemala le quitó el derecho de antejuicio, por los señalamientos de estar involucrado en el caso «La Línea». El miércoles 2 de septiembre presentó un amparo ante la Corte de Constitucionalidad, el cual le fue denegado por la misma. A partir de ese momento los sucesos se precipitaron:
| Día                     | Hora  | Suceso |
| ----------------------- | ----- | --- |
| 2 de septiembre de 2015 | 19:00 | - Pérez Molina firma su renuncia al cargo. - Roxana Baldetti es trasladada al Centro de Detención Preventiva para Mujeres Santa Teresa por la noche, luego de que pocos días antes se filtraran unas imágenes de los lujos que la exvicepresidente tenía en el Cuartel Matamoros. |
| 2 de septiembre de 2015 | 21:30 | La Fiscal general Thelma Aldana pidió cese de funciones –y separación del cargo– para el presidente Pérez Molina al juez Miguel Ángel Gálvez, quien lleva el caso. El juez, a su vez, dictó orden de captura contra el desaforado presidente.                                     |
| 2 de septiembre de 2015 | 23:00 | El Congreso de la República de Guatemala recibe la carta de renuncia de Pérez Molina. |
| 3 de septiembre de 2015 | 6:00  | Ciudadanos celebran la renuncia del presidente Otto Pérez Molina a inmediaciones del Palacio Nacional. |
| 3 de septiembre de 2015 | 8:00  | Pérez Molina explica en un comunicado en la oficialista Radio Sonora los motivos de su renuncia. |
| 3 de septiembre de 2015 | 9:00  | El expresidente Pérez Molina se presentó a la Torre de Tribunales para enfrentar su primera audiencia por el caso de La Línea; su ingreso fue tumultuoso por la gran cantidad de corresponsales de prensa que cubrían el suceso y los ciudadanos que le gritaban improperios.     |
| 3 de septiembre de 2015 | 11:00 | Durante la audiencia de Pérez Molina las escuchas indican que había una segunda señora en La Línea, quien se sospecha sea Claudia Méndez Asencio, quien fue había sido nombrada por influencias de Roxana Baldetti como intendente de aduanas.                                    |
| 3 de septiembre de 2015 | 14:00 | Tras varias horas de audiencia, el juez Gálvez suspendió la sesión y envió al expresidente a prisión preventiva en el cuartel de Matamoros. |
| 3 de septiembre de 2015 | 15:00 | Alejandro Maldonado Aguirre toma posesión como presidente de la República de Guatemala. |

### Ligado a proceso por tres delitos
El presidente fue enviado a prisión preventiva al Cuartel de Matamoros, a la espera de sus próximas audiencias. Pero el 28 de septiembre, durante la audiencia de apertura de juicio contra los acusados por el caso de La Línea, Salvador Estuardo González —alias «Eco»— se ofreció voluntariamente a declarar, lo que inicialmente fue rechazado por los abogados defensores de los otros detenidos. Una vez autorizado a declarar, González —quien aseguró estar totalmente dispuesto a enfrentar un careo con los otros acusados— expuso una serie de datos que incriminan seriamente a varios de los detenidos:
1. A la primera que conoció González fue a Baldetti, a quien ayudó manejando siete sociedades anónimas que estaban sin uso desde hacía dos años.[63]
2. González fue el que codificó a Otto Pérez Molina y a Roxana Baldetti como «el 1» y «la 2», respectivamente.[62]
3. González llevaba un control de los recursos que se repartían.
4. El 50 % de lo recaudado por la red era entregado a Otto Pérez Molina y a Roxana Baldetti Elías.[62]
5. Claudia Méndez Asencio sí estaba al tanto de lo que ocurría e incluso participó en varias reuniones con González sobre el tema. Además, al llegar como intendente de aduanas, se le explicó el «proyecto de recaudación» y se le dijo que recibiría un 5 % de las ganancias.[63]
6. La embajada de los Estados Unidos estaba al tanto del «proyecto de recaudación» y del trabajo que allí realizaba Javier Ortiz —alias «Teniente Jerez»—.[63]

El 29 de septiembre continuó la declaración de González, quien hizo más revelaciones luego de ser cuestionado por abogados del Ministerio Público, la CICIG y la Superintendencia de Administración Tributaria (SAT), así como por algunos defensores de sindicados:
- El 61 % de los sobornos eran en efectivo, mientras que el 39 % restante lo distribuía el jefe de la red externa a la SAT. No dio sobre la posibilidad de que se utilizaran cuentas bancarias para la distribución del dinero.
- Aseguró que no cobró un honorario establecido por sus «servicios» como administrador; sin embargo, indicó que se le otorgó un 2 % y posteriormente un 5 % de lo defraudado.
- González se habría con la hija del expresidente, a quien identificó como «Lissett», la nuera, a quien identificó como «Luisa», y la esposa, Rosa Leal de Pérez; estas personas habrían recibido por contrataciones estatales a través del Grupo Pixel Sociedad Anónima.
- González era el enlace entre la SAT y Pérez Molina para llevar el control de «La Línea» solicitado por Juan Carlos Monzón.
- González mantenía contacto personal y por correo electrónico con Baldetti, a quien en sus celulares identificaba como «2» o «MyLine».
- El personal para las aduanas era elegido por Javier Ortiz, y luego González hablaba con el jefe de Recursos Humanos de la SAT para confirmar los nombramientos. Todos los recomendados tenían el perfil idóneo para realizar el trabajo encomendado.
- Claudia Méndez Asencio habría sido quien coordinaba el acceso de González al octavo piso de la SAT por un ascensor privado.
- Durante las operaciones de «La Línea», Pérez Molina, Baldetti Elías, Osama Aziz Aranki, Javier Ortiz —alias «Teniente Jerez»— y Juan Carlos Monzón, utilizaban radios de comunicación que habrían tenido una tecnología especial que evitaban interceptar las comunicaciones.
- González utilizaba otro radio con el mismo sistema de seguridad para comunicarse con Siglo 21, periódico que en ese entonces presidía.
- González no sabe quién elaboró la tabla en la que aparecen registrados los ingresos al Estado llamados «R1» y los ingresos paralelos desviados a La Línea, llamados «R2».[64]

González detalló que cooperó con cuatro empresas del expresidente: Grupo Pixel, Guactemalan, Consulter y Planets, las cuales pretendían obtener créditos por lo que era necesario que operaran legalmente. La hija del expresidente, Lissette Pérez Leal, figura como representante legal del grupo Pixel.

## Denuncias por violaciones de Derechos Humanos

### Denuncias por genocidio
El 5 de julio de 2011, tres activistas estadounidenses y la organización indígena Waqib Kej presentaron ante el relator especial de la ONU contra la tortura, Juan E. Méndez, una «carta de alegato» en la que denunciaron que Pérez estuvo involucrado en las prácticas sistemáticas de tortura y actos de genocidio durante el conflicto interno en Guatemala entre 1960 y 1996.
Los activistas apuntaron que las violaciones se cometieron en 1982, cuando Pérez estaba al mando de cuarteles militares en el denominado Triángulo Ixil, en la provincia de Quiché (Guatemala), una de las más afectadas durante el Genocidio maya. Además, informaron que Pérez podría haber sido el responsable de la tortura y desaparición del guerrillero Efraín Bamaca, esposo de Jennifer Harbury, una de las denunciantes. Entre otras evidencias, hicieron referencia a un documental de 1983 en que afirman que el entonces mayor se ve cerca de cuatro cadáveres torturados.
De hecho, se puede ver a Otto Pérez Molina ―alias Mayor Tito Arias― explicando que «la población civil es a la guerrilla lo que es el agua al pez» durante una entrevista con el periodista estadounidense Allain Nairn en el documental Titular de Hoy: Guatemala.

### Denuncias sobre el caso Gerardi
El investigador Francisco Goldman, tras ocho años de investigación, publicó El arte de un asesinato político: ¿quién mató al obispo?, en el que acusó a Otto Pérez de haber participado en el asesinato del obispo de la Iglesia católica Juan José Gerardi Conedera

## Pérez Molina ligado a proceso y prisión preventiva

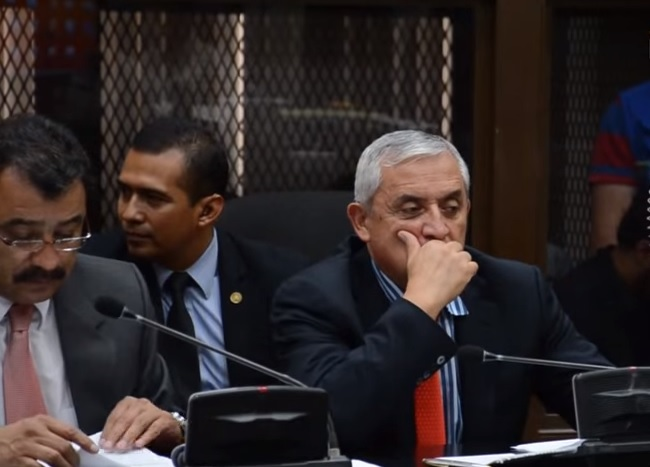
Otto Pérez Molina, minutos después de que el Congreso aceptara su renuncia como Presidente. Horas después fue enviado a prisión preventiva.

El expresidente Otto Pérez Molina fue ligado a proceso y enviado a prisión preventiva, por su supuesta implicación en la red de defraudación aduanera La Línea.
El exmandatario fue ligado a proceso penal y dejado en prisión preventiva, pues Gálvez consideró que existen suficientes indicios que lo ligan al caso y por lo tanto se debe evitar una posible obstaculización a la justicia.
Aunque la defensa de Pérez Molina, encabezada por el abogado César Calderón, apeló tratados internacionales de Derechos Humanos y alegó que se violenta la presunción de inocencia al dejar en prisión al exmandatario, el juzgador consideró que, tal como lo argumentó el Ministerio Público, la Cicig, la Procuraduría General de la Nación y la Superintendencia de Administración Tributaria, existía el riesgo que el expresidente podría influir en forma negativa en el proceso de investigación.

### La cronología de los hechos
Desde el momento que se dio a conocer la posible implicación de Roxana Baldetti en la red de defraudación aduanera, Pérez Molina inició un declive continuo lo llevó ante la justicia:
- 20 de agosto: El MP y la Cicig catearon una de las propiedades de Baldetti en busca de evidencias en relación con el caso La Línea.
- 21 de agosto:  El juez de Mayor Riesgo B, Miguel Ángel Gálvez, ordenó la captura de la exfuncionaria por los delitos de asociación ilícita, caso especial de estafa, defraudación aduanera y cohecho pasivo. Baldetti está internada en el Centro Médico, en la zona 10 capitalina.
- 25 de agosto: La exvicepresidenta Roxana Baldetti en ligada a proceso y enviada a prisión preventiva por los delitos de defraudación aduanera, asociación ilícita y cohecho pasivo, por su presunta vinculación con La Línea, el MP spone que Baldetti junto a Pérez Molina era los cabecillas de la organización.
- 1 de septiembre: Con 132 votos a favor el Congreso en una votación histórica le retiró la inmunidad al presidente Pérez Molina. El Ministerio Público y la CICIG presentaron una orden de captura contra el mandatario.
- 2 de septiembre: Congreso aceptó la renuncia del expresidente Pérez Molina. La Presidencia confirmó la renuncia a la 1.20 de la madrugada. Ese día Pérez Molina se presentó ante el juez del caso para conocer el motivo de la sindicación.
- 3 de septiembre: Pérez Molina rinde declaración ante el juez y negó su vinculación con La Línea.
- 4 de septiembre: El juez aplazó la audiencia para este martes, Pérez Molina fue ligado a proceso penal y espera conocer si será enviado a prisión.
- 8 de septiembre: El juez ligó a proceso y dejó en prisión preventiva al exmandatario.

## Caso de contenedores en Puerto Quetzal
El 15 de abril de 2016, a casi un año de descubrir el Caso de La Línea —y un día después de que Juan Carlos Monzón fuera aceptado como colaborador eficaz en el caso— el Ministerio Público y la CICIG desbarataron otra estructura de corrupción que involucra a los exmandatarios Otto Pérez Molina y Roxana Baldetti: capturaron a más de diez personas por su supuesta implicación en el proceso anómalo de usufructo en la Empresa Portuaria Quetzal para favorecer a la empresa de capital español Transportes de Contenedores Quetzal (TCQ).
El expresidente Pérez Molina había entregado en usufructo por 25 años un área de 348.171 metros cuadrados del Puerto Quetzal a la firma TCQ, que a su vez es –subsidiaria de la empresa española «Transporte de Contenedores» de Barcelona el día Miércoles Santo del 2013, un día en el que prácticamente nadie trabaja en el país.
Según lo reportado por los entes investigadores, la exvicepresidenta Baldetti, el expresidente Pérez Molina y el exsecretario general de la Presidencia, Gustavo Martínez, y el exsecretario privado de la vicepresidencia, Juan Carlos Monzón, participaron activamente en que se otorgara este contrato desde el momento en que se inició el gobierno del Partido Patriota el 14 de enero de 2012; de hecho, el 24 de enero de 2012 el operador Guillermo Lozano recomendó a Pérez Molina nombrar a Allan Marroquín como interventor de la Empresa Portuaria Quetzal, y posteriormente, por recomendación de Baldetti se nombró a Julio Sandoval como subinterventor de la entidad, todo en preparación para llevar a cabo la negociación con TCQ, específicamente con su representante en Guatemala, el ciudadano español Juan José Suárez.
De acuerdo a lo reportado por el MP y la CICIG, habría habido una comisión para los gestores nacionales de treinta millones de dólares, y que entre los beneficiados por habría estado el expresidente y la exvicepresidenta; de hecho, cuando se vio que Lozano no avanzaba con la negociación nombraron a Juan Carlos Monzón para que la agilizara, cosa que logró.  Monzón se habría reunido con los representantes de TCQ por desacuerdos en el pago de la comisión, que Pérez Molina habría solicitado que fuera en efectivo y consiguió que se realizara en un plan de pagos hasta 2016.  También se informó que de la comisión se descontó el pago de soborno a sindicalistas y personas de la Procuraduría General de la Nación y de la Contraloría General de Cuentas.
La fiscal general Thelma Aldana también anunció la interposición de un antejuicio en contra del magistrado de la Corte Suprema de Justicia, Douglas Charchal Ramos, quien presuntamente ayudó a Monzón a evitar un obstáculo jurídico de la empresa TCQ para obtener una licencia de construcción; a cambio, Charchal se habría reunido con Monzón para acordar su elección como magistrado de la Corte Suprema de Justicia. La fiscal general también anunció la interposición de un antejuicio en contra del magistrado de la Corte Suprema de Justicia, Douglas Charchal Ramos, quien presuntamente ayudó a Monzón a evitar un obstáculo jurídico de la empresa TCQ para obtener una licencia de construcción.
Una vez establecida la concesión, Pérez Molina y Baldetti se habrían repartido US$8 millones cuatrocientos mil garantizados por la firma Group Maritim TCB.
 Terminal de Contenedores Quetzal (TCQ) habría trasladado US$12 millones iniciales por medio de empresas del guatemalteco Jonathan Cheves, moviendo fondos en varios países; de la inversión total de US$225 millones, la compañía habría abonado dos abonos de comisiones, pero un tercero de US$12 millones ya no se habría abonado porque estaba programado para después del 16 de abril de 2015, fecha en que se descubrió el Caso de La Línea.
Por otra parte, como los sindicalistas de Puerto Quetzal se oponían al contrato y amenazaban con medidas de hecho, el representante de TCQ, el ciudadano español Juan José Suárez, habría concertado con los representantes del gobierno para sobornar a los sindicalistas.  De acuerdo con el MP y la CICIG, estos habrían recibido US$5 millones en sobornos.